# Matala-Kinnunen
Matala-Kinnunen är den mellersta av tre sjöar i Kinnuset i Finland. De ligger i kommunen Hyrynsalmi i landskapet Kajanaland, i den centrala delen av landet, 500 km norr om huvudstaden Helsingfors. Matala-Kinnunen ligger 231 meter över havet. I omgivningarna runt Matala-Kinnunen växer i huvudsak barrskog. Arean är 25,2 hektar och strandlinjen är 2,02 kilometer lång. Sjön  ingår i Uleälvens huvudavrinningsområde. 